# روزهای دلاری
«روزهای دلاری» (به انگلیسی: Dollar Days) ترانه‌ای از دیوید بویی موسیقی‌دان انگلیسی است. این ششمین آهنگ از ستاره سیاه، بیست و ششمین و آخرین آلبوم استودیویی بویی است که در ۸ ژانویه ۲۰۱۶ منتشر شد. این آهنگ توسط بویی نوشته شده‌است و توسط او و تونی ویسکانتی تهیه شده‌است. «روزهای دلاری» در چندین کشور در صدر جدول و در بریتانیا در رتبه ۱۳۸ قرار گرفت.

## ترکیب
«روزهای دلاری» بدون اینکه قبلاً نسخه آزمایشی برای آن ایجاد شده باشد ضبط شده‌است. به گفته دانی مک کاسلین، که قطعات ساکسیفون را برای ستاره سیاه تهیه کرده‌است، «یک روز، دیوید یک گیتار را برداشت… او این ایده کوچک را داشت، و ما آن را همان‌جا در استودیو یادگرفتیم.»

## بازخورد
«روزهای دلاری» با استقبال مثبت منتقدان مواجه شد. مایک پاول از پیچفورک به‌طور جداگانه این آهنگ را بررسی کرد و آن را «بهترین آهنگ جدید» خود نامگذاری کرد و آن را با آهنگ‌های قدیمی بویی «پنج سال» و «خاکستر به خاکستر» مقایسه کرد. جودی روزن از بیلبورد این آهنگ را «دوست داشتنی» با ترکیبی ترانه ای از «ظرافت و تلق» نامید.